# 雷奧內羅·埃斯特
雷奧內羅·埃斯特（義大利語：Leonello d'Este；1407年9月21日（費拉拉）—1450年10月1日），埃斯特家族成員，費拉拉丶摩德納和雷焦侯爵（1441年-1450年）。

## 生平
雷奧內羅出生於費拉拉，其父是費拉拉侯爵尼科洛三世·埃斯特。儘管有婚生子女，但萊昂內羅仍受到父親的寵愛，將其視為自己的兒子及接班人。此外，他的道德品質、高水平的教育、在民眾中的知名度以及教皇的正式承認最終使他成為最合適的繼承人。
雷奧內羅對意大利政治格局和費拉拉的貴族階層影響不大。與之前的阿佐七世、尼科洛三世及其後的伊莎貝拉·埃斯特等埃斯特家族領導人不同，雷奧內羅主要因其在任期間（1441年-1450年）對藝術、文學和文化的讚助而受到認可。雷奧內羅博學的宮廷和發展的知識幫助他改造了費拉拉市。在他的人文主義老師維羅納的瓜里諾指導下，並得到公社的批准，雷奧內羅開始進行改革，特別是費拉拉大學。
雷奧內羅不僅在他的統治期間提升人文主義文化運動，而且還影響他的繼任者的政治和藝術進步。雷奧內羅·埃斯特是埃斯特家族歷史上成就的先驅。